# 양방향반사도분포함수
양방향반사도분포함수(Bidirectional reflectance distribution function: BRDF) 또는 양방향반사율분포함수는 빛이 불투명한 표면에서 어떤 방식으로 반사되는지를 정의하는 4차원 함수이며 {\displaystyle {f_{r}(\omega _{i},\omega _{o})\ }}꼴로 표현할 수 있다. 이 식에서 {\displaystyle \omega _{i}}는 표면위의 한 점에서 광원을 향하는 벡터이며, {\displaystyle \omega _{o}}는 동일한 점에서 관측자 또는 카메라를 향해 나아가는 벡터이고, 두 벡터는 표면의 법선벡터인 {\displaystyle n}에 대하여 정의된다. 이 함수가 반환하는 값은 {\displaystyle \omega _{i}}방향에서 표면을 향해 입사된 빛의 조사도가 표면의 법선벡터 {\displaystyle n}에 의하여 반사되어 사방으로 방사되는 방사도가 된다.
이 함수가 4차원 함수인 이유는 {\displaystyle \omega }값이 방위각({\displaystyle \theta })과 앙각(올려본각)({\displaystyle \phi })에 의해서 결정되기 때문이다.

## 정의
양방향반사도분포함수는 1965년 경 에드워드 니코데머스에 의하여 최초로 정의되었는데 현대적인 정의는 다음과 같다.
{\displaystyle f_{r}(\omega _{i},\omega _{o})={\frac {dL_{r}(\omega _{o})}{dE_{i}(\omega _{i})}}={\frac {dL_{r}(\omega _{o})}{L_{i}(\omega _{i})\cos \theta _{i}\,d\omega _{i}}}}
위의 식에서 {\displaystyle L}는 복사휘도(radiance)이며, {\displaystyle E}는 복사조도(irradiance), {\displaystyle \theta _{i}}는 {\displaystyle \omega _{i}}와 표면의 법선벡터 {\displaystyle n}사이의 각도이다.

## 같이 보기
- 반사율
- 측광학 (천문학)

## 참고 문헌
- Lubin, Dan; Robert Massom (2006년 2월 10일). 《Polar Remote Sensing》. Volume I: Atmosphere and Oceans 1판. Springer. 756쪽. ISBN 978-3-540-43097-1.
- Matt, Pharr; Greg Humphreys (2004). 《Physically Based Rendering》 1판. Morgan Kaufmann. 1019쪽. ISBN 978-0-12-553180-1.